# Vesce (Krabčice)
Vesce je část obce Krabčice v okrese Litoměřice. Nachází se na západě Krabčic. V roce 2009 zde bylo evidováno 43 adres. V roce 2011 zde trvale žilo 67 obyvatel.
Vesce leží v katastrálním území Vesce pod Řípem o rozloze 2,03 km2.

## Historie
Nejstarší písemná zmínka pochází z roku 1400.

## Obyvatelstvo
|                                                                | 1869 | 1880 | 1890 | 1900 | 1910 | 1921 | 1930 | 1950 | 1961 | 1970 | 1980 | 1991 | 2001 | 2011 |
| -------------------------------------------------------------- | ---- | ---- | ---- | ---- | ---- | ---- | ---- | ---- | ---- | ---- | ---- | ---- | ---- | ---- |
| Obyvatelé                                                      | 150  | 140  | 143  | 158  | 152  | 154  | 142  | 123  | 127  | 99   | 72   | 57   | 63   | 67   |
| Domy                                                           | 29   | 30   | 28   | 36   | 35   | 36   | 37   | 39   | .    | 34   | 29   | 35   | 38   | 40   |
| Počet domů z roku 1961 je zahrnut v domech místní části Rovné. |      |      |      |      |      |      |      |      |      |      |      |      |      |      |

## Další fotografie

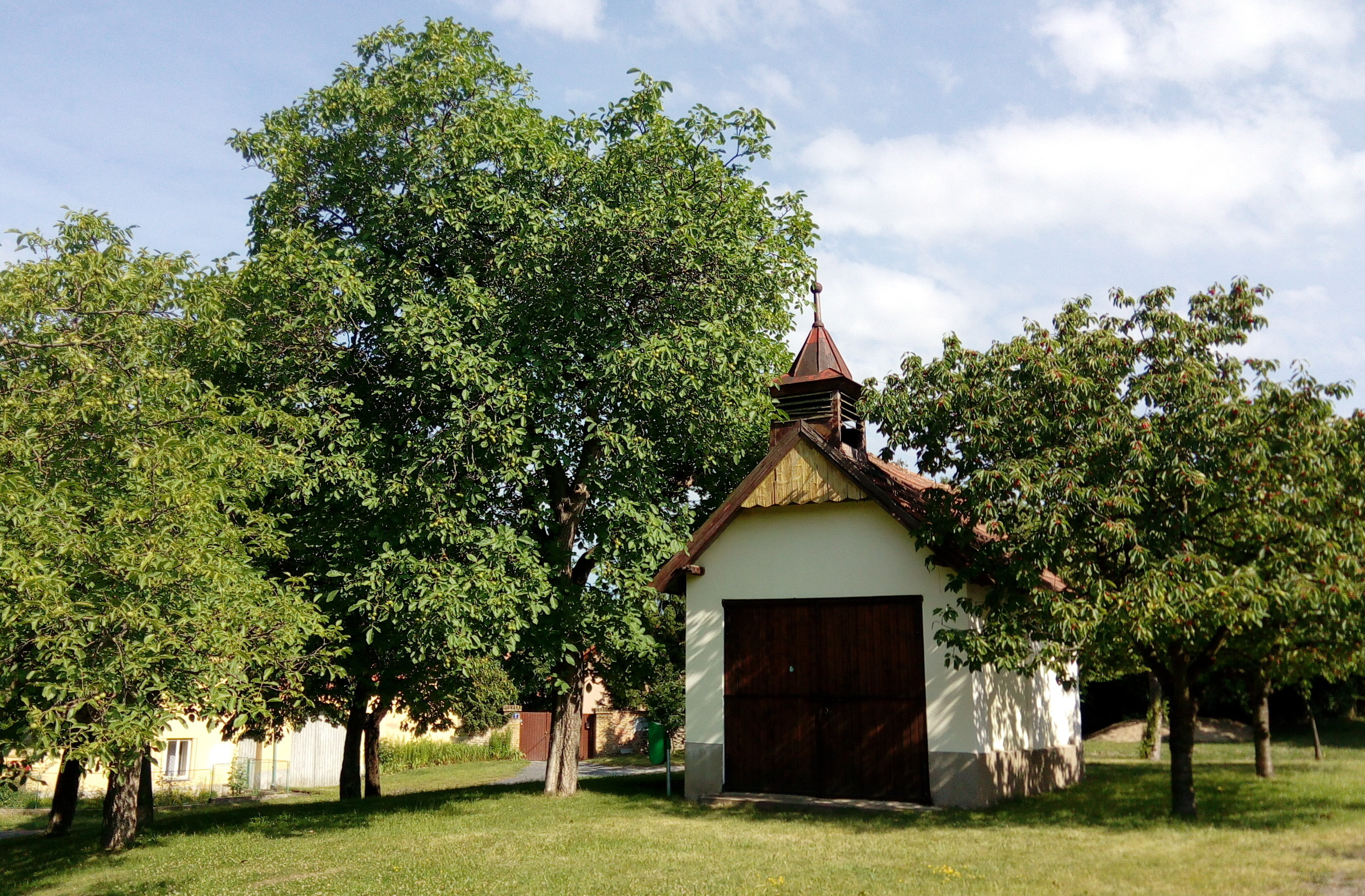
Bývalá kaple se zvoničkou
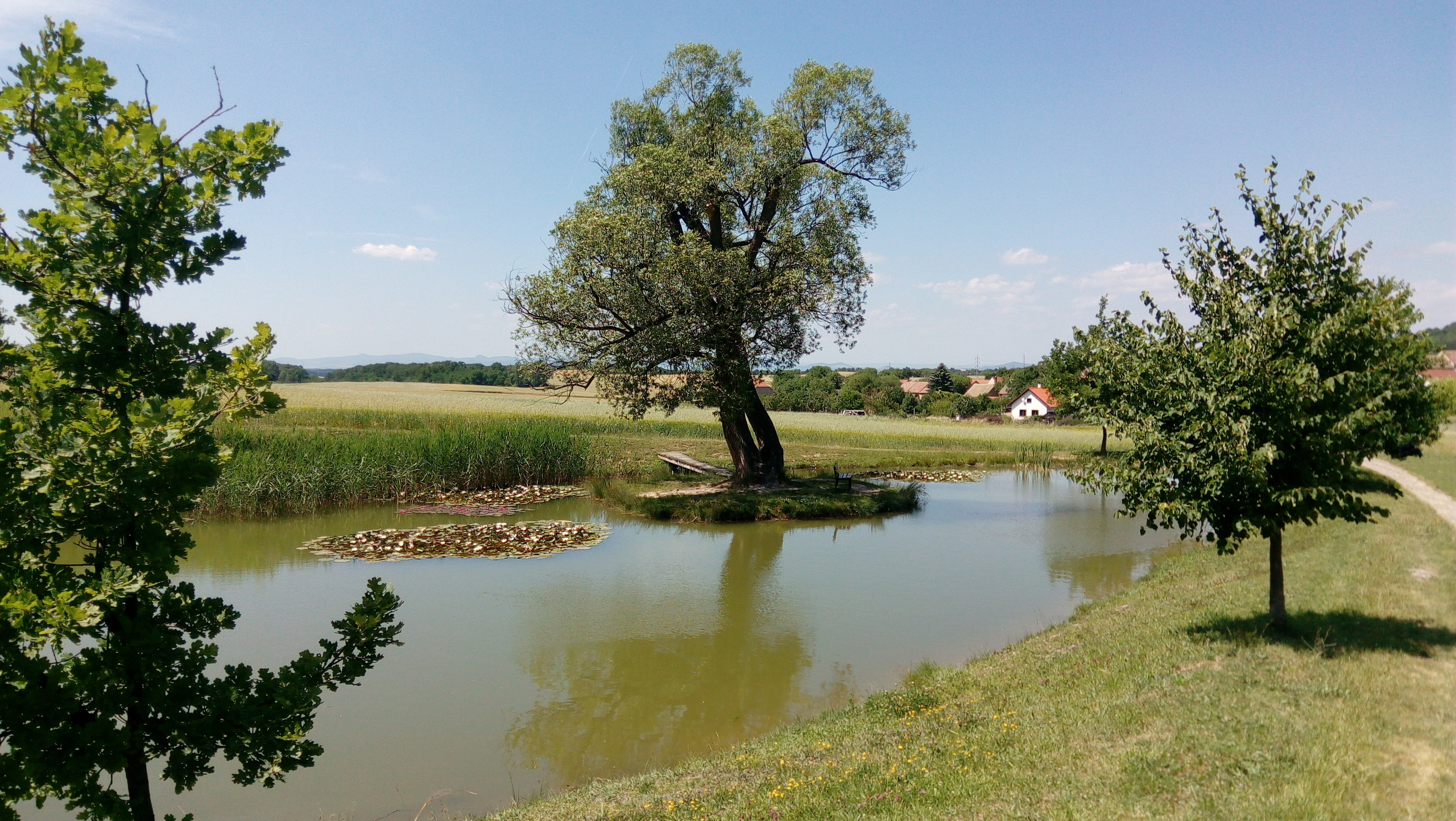
Rybník mezi Vesci a Rovným
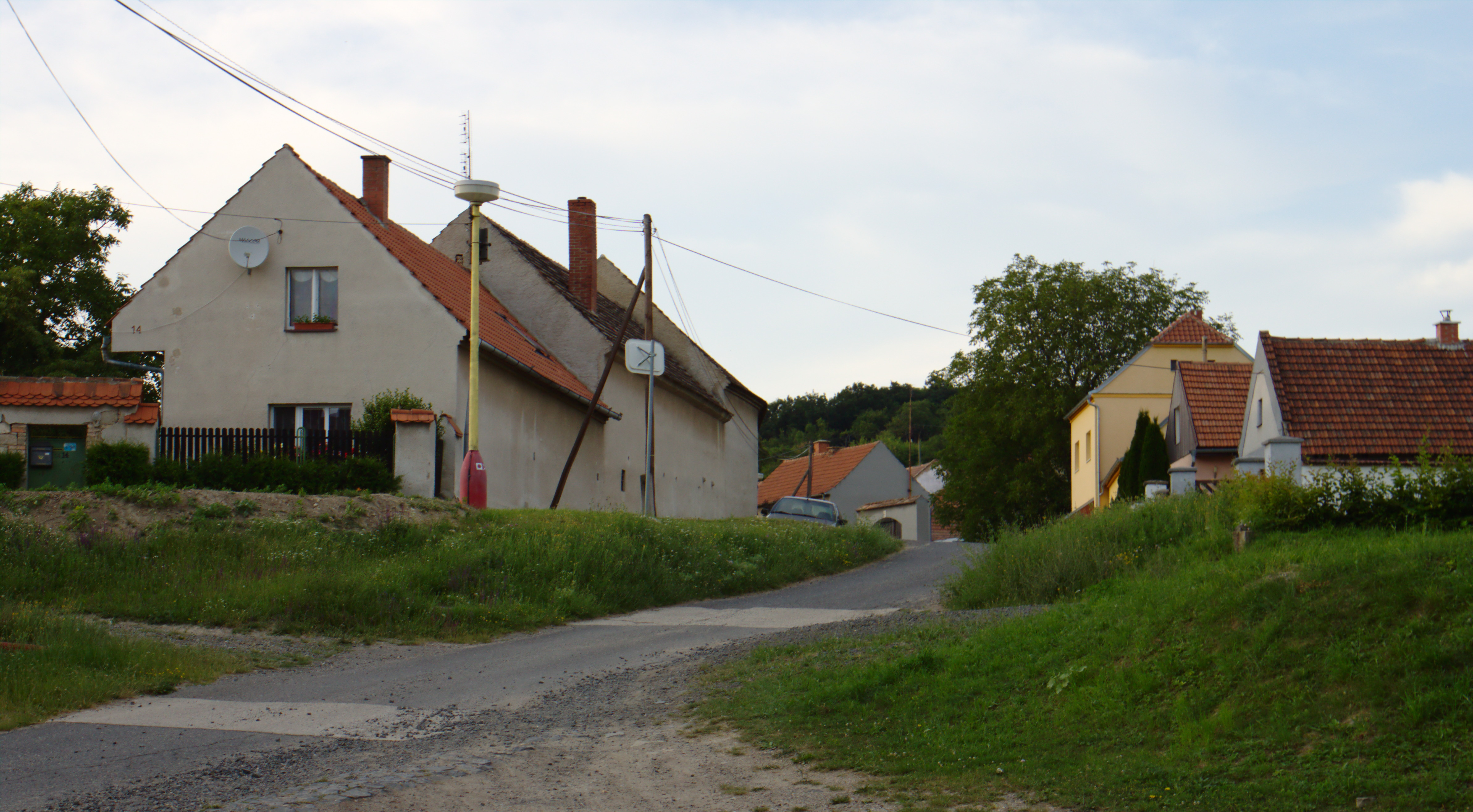
Domy ve východní části vsi
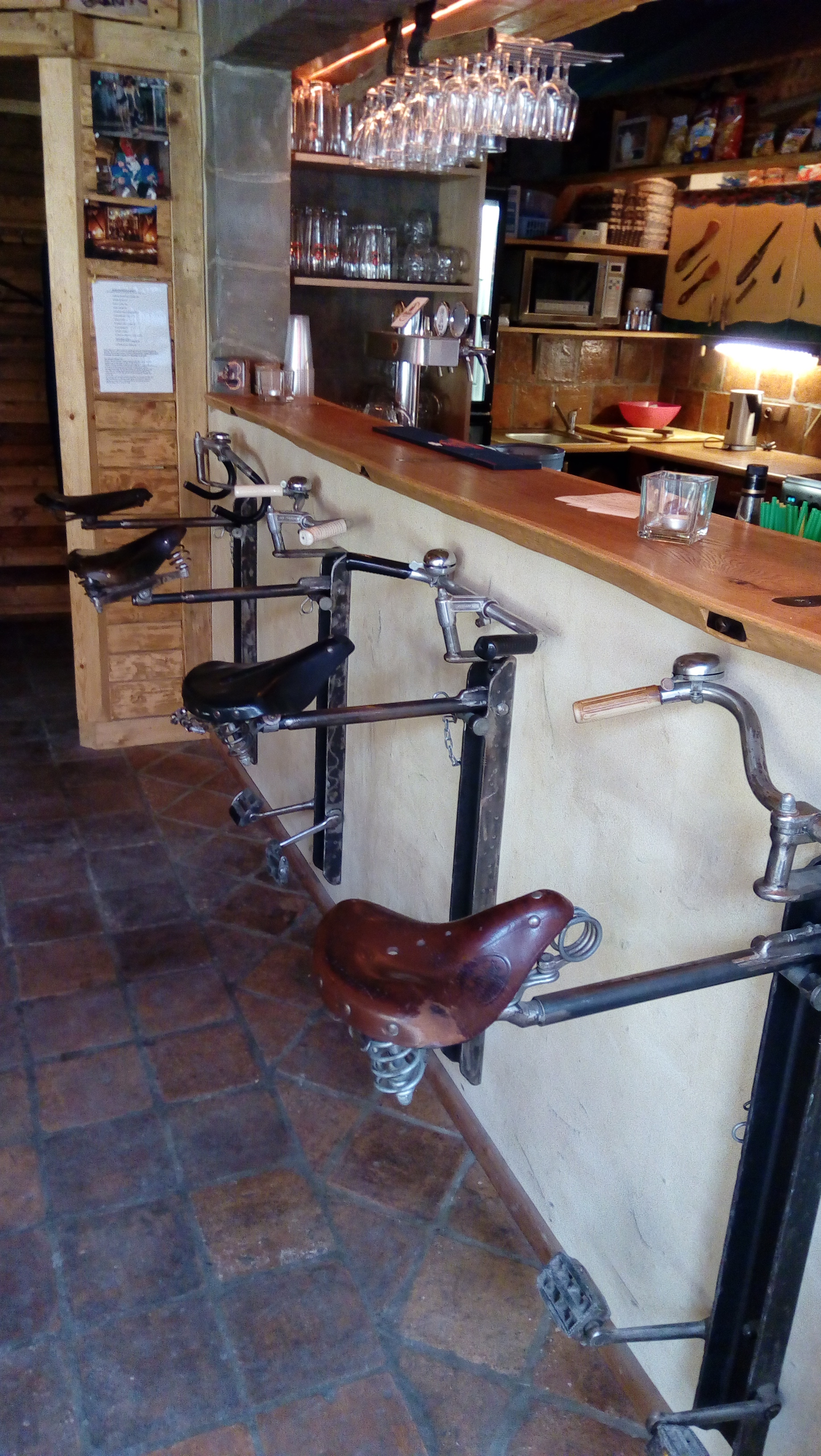
Neobvyklé barové židličky v místní hospodě